# Меншиков, Владимир Александрович
Светлейший князь  Владимир Александрович Меншиков (1816 — сентябрь 1893, Баден-Баден) — генерал от кавалерии, генерал-адъютант, участник Кавказской и Крымской войн. Последний известный представитель рода Меншиковых.

## Биография
Сын генерал-адъютанта, адмирала Александра Сергеевича Меншикова. Праправнук Александра Даниловича Меншикова.
Родился в 1816 году. 30 августа 1832 года из камер-пажа произведен в прапорщики 22-й артиллерийской бригады с прикомандированием к Михайловскому артиллерийскому училищу, для дальнейшего обучения.
16 октября 1833 года переведен в конно-артиллерийскую роту № 1, с прикомандированием к Гвардейской конной артиллерии. В июле 1834 года переведен во 2-ю конную батарею.
Затем в 1835 году он был командирован на Кавказ, где и принимал участие в военных действиях против горцев, в 1836 году за отличие в боях награждён орденом Святой Анны 3-й степени. В январе 1836 года после возвращения с Кавказа был прикомандирован к Лейб-гвардейскому Гусарскому полку.

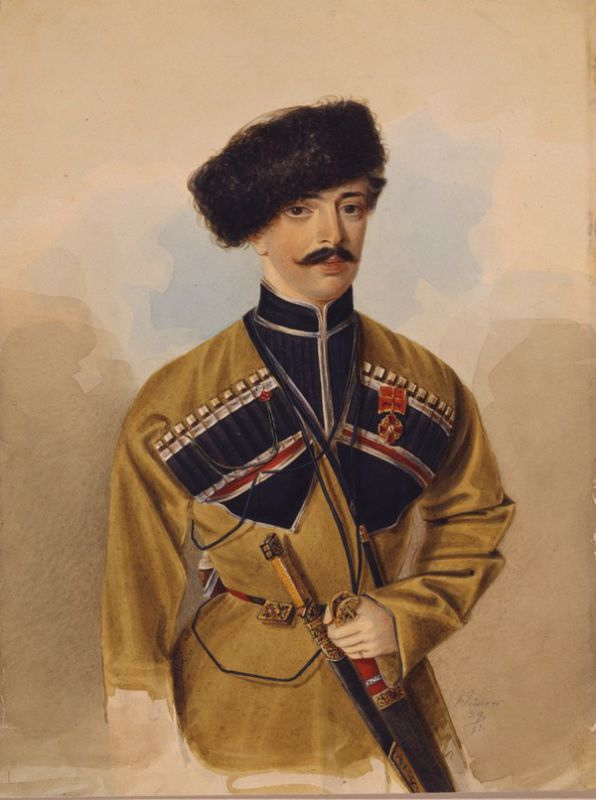
Портрет 1839 г.

28 июля 1836 года произведён в подпоручики артиллерии и через несколько дней, 3 августа, уже корнетом переведен в Лейб-гвардейский Гусарский полк.
28 марта 1839 года произведён в поручики. 3 мая того же года назначен адъютантом к шефу жандармов и командующему Императорской главной квартирой. 6 декабря 1840 года произведён в штабс-ротмистры, а в октябре 1842 года назначен состоять для занятии собственной канцелярии шефа жандармов.
6 декабря 1843 года произведён в ротмистры, и через год в 1844 году произведён в полковники. Во время похода в Венгрию князь Меншиков 18 июня 1849 года по Высочайшему повелению был отправлен из Варшавы с депешами к главнокомандующему действующей армии. С 30 июня он находился в отряде князя Бебутова, с которым продолжил движение к Вайцену, и участвовал в сражении под этим городом. За отличие в этом бою он награждён золотой саблей с надписью «За храбрость».
За сражение под Дебреценом получил орден Святого Владимира 3-й степени. 7 августа 1849 года Меншиков произведён в генерал-майоры с назначением в Свиту Его Величества. В 1851 году награждён знаком отличия беспорочной службы.
В 1849 году стал соучредителем Сормовского завода (компании Нижегородской машинной фабрики и Волжского буксирного и завозного пароходства).
6 декабря 1853 года назначен управляющим делами Императорской Главной квартиры и Собственного Его Величества конвоя. Во время Восточной войны, в 1854 году по Высочайшему повелению был командирован в Крым, для осмотра резервных и запасных батальонов, расположенных в Севастополе и Николаеве. Затем после поступления в распоряжение главнокомандующего в Крыму 8 сентября он участвовал в сражениях на реке Альме и на Инкерманских высотах, в этом последнем сражении был контужен осколком бомбы в голову и шею.
17 февраля 1855 года назначен генерал-адъютантом и в том же году удостоился изъявления Высочайшего благоволения. В июне 1855 года князь формировал дружины Санкт-Петербургского, Тамбовского и Орловского подвижных ополчений. В апреле 1856 года расформировал Тульское ополчение. С 6 февраля 1856 по 19 января 1857 состоял членом комиссии по улучшению ружей. Награждён орденом Святого Георгия 4-й степени за 25 лет службы. 19 февраля 1856 года князь назначен членом совета Главного Управления Государственного Коннозаводства и состоял в этой должности до января 1872 года. 30 августа 1857 года произведён в генерал-лейтенанты. С 26 августа 1858 и 24 декабря 1869 года находился в бессрочном отпуске.
В мае 1859 года зачислен в 9-й пехотный Староингерманландский полк. 20 января 1872 года назначен членом главного военно-госпитального комитета, затем через месяц зачислен в конно-артиллерийскую бригаду Кубанского казачьего войска. В январе 1873 года князь зачислен в казачье сословие войска Донского по станице Аксайской, где и значился почетным стариком, в апреле зачислен в войско Донское.
30 августа того же года князь произведен в генералы от кавалерии. В январе 1889 года назначен членом главного военно-санитарного комитета.
Пайщик Московского купеческого банка. Скончался князь в сентябре 1893 года в Баден-Бадене. Родовую усадьбу «Черёмушки» незадолго до смерти он продал московскому купцу В. И. Якунчикову.
Похоронен рядом с женой на Тихвинском кладбище Александро-Невской лавры.
- Прапорщик (30.08.1832)
- Подпоручик (28.07.1836)
- Корнет гвардии (03.08.1836)
- Поручик (26.03.1839)
- Штабс-ротмистр (06.12.1840)
- Флигель-адъютант (1842)
- Ротмистр (06.12.1843)
- Полковник (06.12.1844)
- Генерал-майор Свиты (07.08.1849)
- Генерал-адъютант (1855)
- Генерал-лейтенант (30.08.1857)
- Генерал от кавалерии (30.08.1873)

- Орден Святой Анны 3-й ст. с бантом (1836)
- Орден Святого Владимира 4-й ст. (1842)
- Орден Святой Анны 2-й ст. (1847)
- Золотая сабля «За храбрость» (1849)
- Орден Святого Владимира 3-й ст. (1849)
- Знак отличия за XV лет беспорочной службы (1851)
- Орден Святого Станислава 1-й ст. (1852)
- Знак отличия за XX лет беспорочной службы (1854)
- Орден Святого Георгия 4-й ст. за 25 лет службы (1856)
- Орден Святой Анны 1-й ст. с мечами (1856)
- Орден Святого Владимира 2-й ст. (1872)
- Орден Святого Александра Невского с мечами (1877)
- Бриллиантовые знаки к Ордену Святого Александра Невского с мечами (1882)

Иностранные:
- гессен-дармштадтский Орден Людвига 3 ст.  (1840)
- прусский Орден Святого Иоанна (Бранденбургский бейливик) с бриллиантами (1843)
- сардинский Орден Святых Маврикия и Лазаря 2 ст. (1845)
- сицилийский Орден Франциска I 2 ст. (1845)
- австрийский Орден Железной короны 1 ст. (1850)
- австрийский Орден Святого Стефана большой крест (1851)
- Табакерка с портретом Императора Австрийского украшенная бриллиантами (1852)
- саксен-веймарский Орден Белого сокола 1 ст. (1852)
- прусский Орден Красного орла 2 ст. со звездой и бриллиантами (1853)
- австрийский Орден Леопольда 1 ст. (1872)
- персидский Орден Льва и Солнца 1 ст. с алмазами
- Портрет персидского шаха с бриллиантами (1873)
- румынский Орден Звезды Румынии 1 ст. (1873)
- Золотая сабля украшенная бриллиантами, пожалованная персидским шахом (1873)
- баварский Орден Святого Губерта (1887)

## Семья

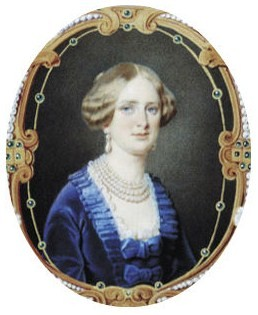
Леонилла Меншикова

Жена (с 25 октября 1842 года) — княжна Леонилла (Леонида) Николаевна Гагарина (1822—25.02.1887), фрейлина двора, дочь гофмейстера князя Николая Сергеевича Гагарина, троюродная сестра Александра II. По отзывам современников, княгиня Меншикова была женщина просвещенная, почти учёная, по натуре естественная и веселая, магнетизирующая своим смехом, как горгона. Высокая блондинка, не очень красивая, она выделялась в обществе своим умом и блестящим остроумием, который составлял фейерверк её живой речи. В ней было то особое очарование, которое отличало её от других. Весьма оригинальная, порой странная и причудливая во вкусах, очень любившая свет, людское общение, она не стесняясь, говорила то, что считала правдой, и это отсутствие расчетливого лицемерия составляло весьма редкое достоинство.
По словам А. Половцова, муж её, чрезвычайно ограниченный, необыкновенно скупой, тщеславный, очень стеснял её жизнь. Много времени проводила за границей, в основном во Франции. В 1854 году по её заказу художник Ф. Г. Солнцев создал уникальную рукописную книгу «Евангелие от Иоанна». Евангельский текст книги переписан самой заказчицей. Каждая страница рукописи поистине является шедевром книжной орнаментики. В работе по оформлению книги, кроме Ф. Г. Солнцева, принимали участие и другие известные мастера: академик живописи Л. О. Премацци, представитель известной династии иконописцев М. Пешехонов, с большой долей вероятности — вице-президент Академии художеств Г. Г. Гагарин, а также французские художники, имена которых остались неизвестными. Рукопись поступила в Императорскую Публичную библиотеку (ныне Российскую национальную библиотеку) в 1887 году как дар генерал-адъютанта князя В. А. Меншикова, согласно духовному завещанию его умершей супруги.
В июле 1882 году была пожалована в кавалерственные дамы ордена Св. Екатерины (меньшего креста). Готовясь к приготовлению бала в честь Их Величеств Императора Александра III и Императрицы Марии Фёдоровны, княгиня Меншикова простудилась и больше не встала. Умерла от воспаления легких в феврале 1887 года, похоронена на Тихвинском кладбище Александро-Невской лавры. Потомства не оставила, дети её умерли во младенчестве.
- Николай Владимирович (1843—03.06.1843)
- Николай Владимирович (24.04.1844[7]—05.05.1844), крещен в Исаакиевском соборе при восприемстве князя А. С. Меншикова и графини С. А. Бобринской, прожил 12 дней.
- Мария Владимировна (31.03.1845[8]—31.03.1845), крещена в Исаакиевском соборе, крестница деда князя А. С. Меншикова и графини С. А. Бобринской; прожила два часа.
- Александр Владимирович (4.08.1847—10.02.1848 [9]), похоронен на Смоленском кладбище.